# رونالدو ویرا (بازیکن فوتبال، زاده ۱۹۹۸)
رونالدو ویرا (انگلیسی: Ronaldo Vieira؛ زادهٔ ۱۹ ژوئیهٔ ۱۹۹۸) بازیکن فوتبال اهل گینه بیسائو است.
از باشگاه‌هایی که در آن بازی کرده‌است می‌توان به باشگاه فوتبال سمپدوریا اشاره کرد.
وی همچنین در تیم‌های ملی فوتبال زیر ۲۰ سال انگلستان و زیر ۲۱ سال انگلستان بازی کرده‌است.